# Propuesta de invasión estadounidense de Venezuela

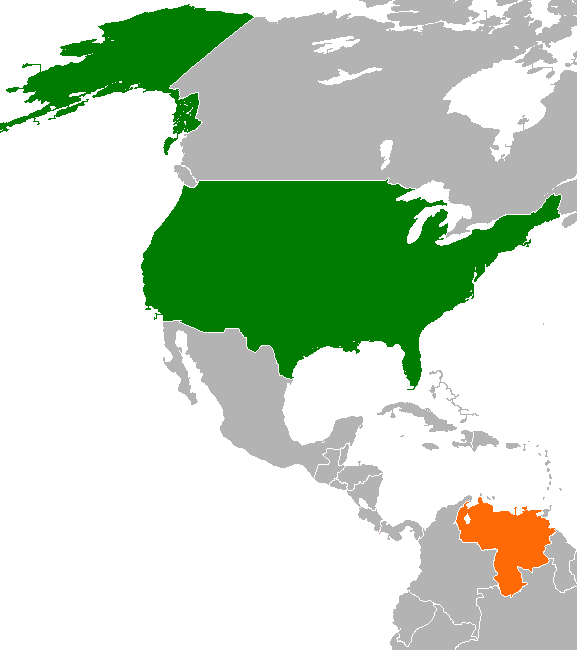
Durante la administración Donald Trump se manejó la posibilidad de invadir Venezuela.

La propuesta de invasión estadounidense de Venezuela fue un plan considerado por el presidente estadounidense Donald Trump durante su gobierno.

## Historia
En el marco de la crisis en Venezuela, una intervención fue planteada en 2017 a los asesores de Donald Trump, entre ellos, Secretario de Estado de EE. UU., Rex Tillerson y el asesor en seguridad nacional, H. R. McMaster (quienes dejaron la administración Trump a partir de ese momento) y después a varios presidentes de países latinoamericanos, entre esos, a Juan Manuel Santos. En ambas ocasiones todos los presentes le pidieron al presidente Trump que no procediera con dicho plan.Durante la crisis presidencial de Venezuela se volvió a barajar la posibilidad de intervenir en Venezuela, la subsecretaria de Estado para Asuntos del Hemisferio Occidental, Kimberly Breier declaró que:
«aunque nuestra política se basa en una transición pacífica, hemos dejado muy claro que todas las opciones están sobre la mesa».
En mayo de 2020, Trump dijo en una conversación con la cadena televisiva Fox News que «si alguna vez hiciéramos algo con Venezuela», en ese caso «se llamaría invasión», explicando: «si quisiera entrar en Venezuela no lo mantendría en secreto, y no mandaría a un grupo pequeño, hablaríamos de un Ejército». En junio de 2020 John Bolton, asesor de Seguridad nacional en ese entonces, publicó en un libro que Donald Trump había dicho que invadir Venezuela sería «genial» porque «en realidad es parte de Estados Unidos»; Bolton salió del gobierno debido a su oposición a la invasión. En agosto de 2020 se reportó que el senador republicano Marco Rubio había presentado la idea de una invasión estadounidense a Venezuela por lo menos en dos reuniones, pero que Mike Pence y Mike Pompeo estaban en contra de aquella iniciativa.
En mayo de 2023 Gustavo Petro, presidente de Colombia, declaró que Donald Trump le había hecho una propuesta al entonces presidente Iván Duque para invadir Venezuela a través de Colombia, pero que sus asesores lo habían frenado.
En junio de 2023, Trump declaró en una rueda de prensa en Carolina del Norte: 

Cuando me fui, Venezuela estaba a punto de colapsar. Nos hubiéramos apoderado de ella, nos hubiéramos quedado con todo ese petróleo.
Donald Trump